# Abrigos de las Peñas de Castro
Los abrigos de las Peñas de Castro son un conjunto de cuevas naturales poco profundas que poseen representaciones rupestres de la Edad del Bronce y del Neolítico. Se sitúan en el farallón de Peñas de Castro, al Sureste de la ciudad de Jaén.

## Descripción
Se trata de un abrigo situado en el espolón Sur del farallón de Peñas de Castro, presentando tres agrupamientos de pinturas, dos en la ladera Este del cerro, y otro a unos 200 metros al Sur. Presentan figuras antropomorfas, ancoriformes y comunes, puntos,...

### Abrigo I
Se trata de una oquedad orientada al este-sureste. Presenta dos grupos de pinturas: ancoriforme, en rojo carmín oscuro y antropomorfo esquemático en negro, infrapuesto a un trazo rojo. El antropomorfo está muy mal conservado. Son datados en la Prehistoria reciente.

### Abrigo II
Pequeño abrigo situado a unos 200 metros al Norte del abrigo I. Está orientado al Este. Se representan antropomorfos esquemáticos, uno de ellos con un arco, barras, puntos alineados, trazos, manchas,..., en rojo oscuro. Las pinturas se encuentran en el techo, ennegrecido.

### Abrigo III
Abrigo de grandes dimensiones orientado al Norte. En la parte central hay tres barras, en rojo carmín. En el interior de la grieta de la pared encontramos restos. Las paredes están ennegrecidas y poco compactas.

### Abrigo IV
Oquedad situada en la parte derecha del abrigo III sobre un poyo, donde hay varias barras de color rojo oscuro muy deterioradas.

## Historia
Entre los años 1990 y 1992, gracias a M. Chicote, se estudiaron una serie de conjuntos que todavía permanecen inéditos: Cerro Veleta, Cueva de los Herreros B, Peñas de Castro D, Peña de la Salada, tres abrigos más en la Fuente de la Peña, otros abrigos con grabados del Cerro del Frontón y del Barranco de la Tinaja, y cerca de este núcleo, dos abrigos con pinturas en la Serrezuela de Pegalajar.
Por último, en 1991, conocemos a través de J. Lemus y Francisco Ocaña, la existencia de las pinturas esquemáticas del abrigo de Peñas Rubias, que aún permanecen inéditas.